# Kłokoczyn (województwo wielkopolskie)
Kłokoczyn – wieś w Polsce położona w województwie wielkopolskim, w powiecie kolskim, w gminie Przedecz.
Wieś królewska położona w II połowie XVI wieku w powiecie przedeckim województwa brzeskokujawskiego, należała do starostwa przedeckiego. W latach 1975–1998 miejscowość administracyjnie należała do województwa konińskiego.